# Silvostepa Olteniei
Silvostepa Olteniei este o arie protejată (arie specială de conservare — SAC, sit de importanță comunitară — SCI) din România, desemnată în scopul protejării biodiversității și menținerii într-o stare de conservare favorabilă a florei spontane și faunei sălbatice, precum și a habitatelor naturale de interes comunitar aflate în arealul zonei protejate. Aceasta se întinde pe o suprafață de 9.295,3 ha, integral pe uscat.

## Localizare
Situl se întinde pe teritoriile administrative ale județelor Dolj (Brabova, Carpen, Perișor, Plenița, Radovan, Sălcuța, Seaca de Pădure, Vela, Verbița) și Mehedinți (Bălăcița). Centrul sitului Silvostepa Olteniei este situat la coordonatele 44°11′55″N 23°31′46″E / 44.198481°N 23.529422°E.

## Înființare
Silvostepa Olteniei (ROSCI0202) a fost declarat sit de importanță comunitară în decembrie 2007 pentru a proteja 6 specii de animale. Situl a fost protejat și ca arie specială de conservare în mai 2022. Acesta include rezervația naturală Poiana Bujorului din Pădurea Plenița.

## Biodiversitate
Situată în ecoregiunea continentală, aria protejată conține 5 habitate naturale: Păduri aluvionare cu Alnus glutinosa și Fraxinus excelsior (Alno-Padion, Alnion incanae, Salicion albae), Păduri stepice euro-siberiene cu Quercus spp., Păduri panonice-balcanice de stejar turcesc - stejar sesil, Tufișuri caducifoliate ponto-sarmatice, Stepe ponto-sarmatice.
La baza desemnării sitului se află mai multe specii protejate:
- amfibieni (2): buhai de baltă cu burtă roșie (Bombina bombina), triton cu creastă (Triturus cristatus)
- nevertebrate (3): Carabus hungaricus, croitorul mare al stejarului (Cerambyx cerdo), rădașcă (Lucanus cervus)
- reptile (1): țestoasa de baltă (Emys orbicularis)

Pe lângă speciile protejate, pe teritoriul sitului au mai fost identificate 5 specii de plante, 3 specii de amfibieni, 1 specie de mamifere, 2 specii de reptile.